# Hans-Gerd Sandstede
Hans-Gerd Sandstede (* 26. Oktober 1913 in Oldenburg; † nach 1990) war ein deutscher Kaufmann und Spion, der durch das Unternehmen Kondor während des Afrikafeldzugs im Zweiten Weltkrieg bekannt wurde.

## Leben
Sandstedes Vater Diedrich Gerhard war Seminarlehrer und fiel während des Ersten Weltkriegs Anfang Oktober 1915 in der Champagne. Hans-Gerd Sandstede lebte in Daressalam, Kairo und Addis Abeba und war dort als Kaufmann tätig. Neben Deutsch sprach er auch Arabisch, Englisch, Französisch sowie Kisuaheli. Beim Ausbruch des Zweiten Weltkriegs wurde er von der britischen Polizei festgenommen und vor die Wahl gestellt, nach Deutschland zurückzukehren oder in britische Gefangenschaft zu kommen. Sandstede ging nach Deutschland, wurde Anfang 1940 beim deutschen Geheimdienst, genauer bei den Brandenburgern, vorstellig.
Gemeinsam mit Johannes Eppler erhielt Sandstede den Auftrag, für die Truppen von Erwin Rommel als verdeckte Ermittler im Raum Kairo die Bewegungen der britischen Einheiten nachrichtendienstlich auszuspähen sowie über die Truppenbewegungen der Alliierten im Suezkanal zu berichten. Ende Februar 1942 wurden Eppler und Sandstede nach Tripolis gebracht, um von dort unter der Führung des Hauptmanns Laszlo Almasy nach einer lebensgefährlichen Wüstenquerung nach Assiut zu gelangen. Von dort fuhren Eppler und Sandstede alleine nach Kairo weiter. Sie richteten sich in der Stadt auf einem Hausboot ein, Sandstede war für das Absetzen von Funksprüchen zuständig. Die zuständigen Gegenfunker waren allerdings von den Briten festgenommen worden, Sandstedes Funksprüche wurden von der britischen Seite abgefangen. Am 14. Oktober 1942 wurden Eppler und Sandstede von britischen Soldaten festgenommen. Wer sie verraten hatte, blieb unbekannt. Sandstede, der in der Haft gefoltert wurde, versuchte, sich selbst zu töten, indem er sich die Pulsadern aufschnitt. Sandstede wurde zum Tode verurteilt, später dann begnadigt. Er schwieg jahrzehntelang zum Unternehmen Kondor, erst 1983 berichtete er öffentlich über die Vorgänge.
An Sandstede und Eppler sind die Figuren mehrerer Romane, darunter die Hauptfigur in Der Schlüssel zu Rebecca von Ken Follett angelehnt.
Anfang August 1990 wurde der seinerzeit als Kaufmann in Hamburg lebende Sandstede während einer Geschäftsreise vom Irak als Geisel genommen und wie weitere Ausländer in Bagdad festgehalten, um Saddam Hussein als Druckmittel zu dienen. Im Oktober 1990 wurde Sandstede aus humanitären Gründen freigelassen und über Istanbul nach Deutschland ausgeflogen.